# Museu d'Art Chrysler
El Museu d'Art Chrysler és un museu de belles arts situat a Norfolk, Virgínia, als Estats Units.
Va ser creat el 1933 com el Museu d'Arts i Ciències de Norfolk. L'any 1971, Walter P. Chrysler Jr., la dona del qual era de Norfolk, va donar la major part de la seva extensa col·lecció d'art al museu, la qual cosa el va convertir en un dels més grans del sud-est dels Estats Units.

## Col·leccions
El museu conserva més de 30.000 objectes, que cobreixen un període de 5.000 anys d'història. Destaquen especialment les col·leccions de pintura i escultura europea, des de l'edat mitjana fins a l'actualitat.
En pintura i escultura, el museu compta amb obres de Tintoretto, Giambattista Pittoni (Memorial to James, primer comte de Stanhope), Veronese, Peter Paul Rubens, Diego Velázquez, Salvator Rosa, Gian Lorenzo Bernini, Laurent de La Hyre, Jean- François de Troy, John Singleton Copley, Thomas Cole, Eugène Delacroix, Édouard Manet, Paul Cézanne, Gustave Doré, Albert Bierstadt, Auguste Rodin, Mary Cassatt, Paul Gauguin, Georges Rouault, Henri Matisse, Georges Braque, Edward Hopper, Jackson Pollock, Andy Warhol, Richard Diebenkorn i Franz Kline.
El museu també conté una important col·lecció de vitralls de Tiffany i un important conjunt de fotografies. Les arts d'Àfrica, Àsia i Amèrica també estan ben representades a les col·leccions.